# 拉尼普
拉尼普（Ranip），是印度古吉拉特邦Ahmadabad县的一个城镇。总人口87573（2001年）。

## 人口
该地2001年总人口87573人，其中男性47032人，女性40541人；0—6岁人口9088人，其中男5242人，女3846人；识字率81.60%，其中男性为84.83%，女性为77.85%。